# Leslie William Leigh
Leslie William Leigh (23 tháng 2 năm 1921 – 13 tháng 4 năm 1980) là sĩ quan cảnh sát Sierra Leone, được ghi nhận là Ủy viên Cảnh sát Châu Phi đầu tiên tại quốc gia này. Leigh là một trong số ít người Tây Phi tham gia Thế chiến II trong vị trí phi công máy bay ném bom của Không lực Hoàng gia Anh.
William Leigh qua đời do đau tim tại Monrovia, Liberia .

## Tư liệu
- Makers of Modern Africa: Profiles in History
- Ivor Cummings, "Per ardua and Astra", West Africa, Số 3284, (30 tháng 6 năm 1980), tr. 1177–1178.